# ADD & Loving it

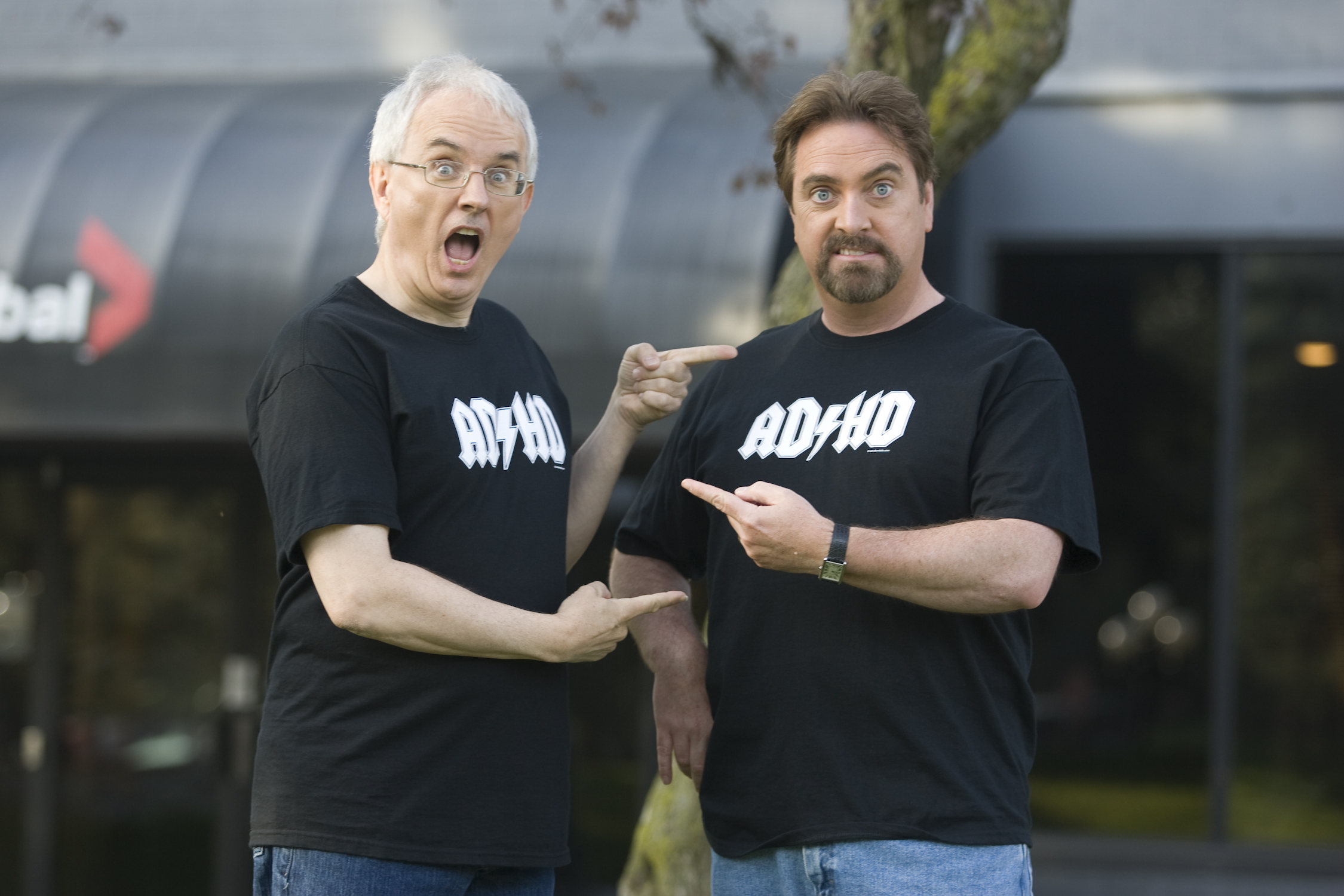
Rick Green (左側) 和 Patrick McKenna，拍攝於2009年，Rick Green致力於倡導成人注意力不足過動症的相關知識

ADD & Loving It?!（中文：注意力缺失症&喜愛它？! ）是一部由Rick Green和明星Patrick McKenna導演的加拿大紀錄片。《ADD & Loving It?!》2009年9月起在加拿大環球電視首播，後來被引進到美國的公共广播电视公司，在全美播映。
紀錄片中，Patrick McKenna與相關醫學研究者、精神病學醫師、心理學家、教授和書籍作者等人對談。Patrick McKenna在診斷為成人注意力不足過動症時，訴說ADHD如何影響他作為一個丈夫與孩子的父親等角色。紀錄片中出現的人物涵蓋愛德華·哈洛威爾教授、 Thom Hartmann、Kate Kelly、Dr. Lenard Adler、Dr. Steven Kurtz、Dr. Umesh Jain、Dr. Annick Vincent、Dr. Laura Muggli、和 Dr. Margaret Weiss等人。
專家學者們紛紛在紀錄片中提出幫助患者在生活中成功掌握和管理成人注意力不足過動症的建議。
2010年ADD & Loving It?! 獲頒紐約影展最佳電視醫學紀錄片全球銀牌獎。

## 文獻來源
1. ↑  Director, CADDAC National. . CADDAC Blog – Centre for ADHD Awareness, Canada. 2018-10-04  [2018-12-30]. （原始内容存档于2018-12-30）.
2. ↑  . Totally ADD. 2009  [2018-12-31]. （原始内容存档于2018-12-31）.
3. ↑  Author. . ADD Resource Center. 2012-07-17  [2018-12-30]. （原始内容存档于2018-12-31）.
4. 1 2  . TotallyADD Store - ADHD Videos & Books.   [2018-04-04]. （原始内容存档于2018-04-04） （美国英语）.

## 外部連結
- Totally ADD（页面存档备份，存于）